# Rezerwat przyrody Górki
Rezerwat przyrody Górki – dawny florystyczny i leśny rezerwat przyrody w gminie Rogów, w powiecie brzezińskim, w województwie łódzkim.
Rezerwat ten został powołany Zarządzeniem Ministra Leśnictwa z 12 maja 1954 roku (M.P. z 1954 r. nr 54, poz. 746). Zajmował powierzchnię 0,17 ha, będąc najmniejszym w województwie. Utworzono go w celu zachowania ze względów naukowych i dydaktycznych stanowiska zimoziołu północnego (Linnaea borealis) w drzewostanie sosnowym. Został zlikwidowany zarządzeniem Regionalnego Dyrektora Ochrony Środowiska z dnia 26 czerwca 2013 roku.
Stanowisko zimoziołu północnego na tym terenie znane było od 1934 roku. Jest to gatunek cyrkumborealny, w Polsce mający południową granicę zasięgu. W Polsce Środkowej ma status narażonego na wyginięcie. Występuje w siedliskach kwaśnych, świeżych, ubogich lub umiarkowanie żyznych. Sprzyjające mu warunki powstały w omawianym miejscu sztucznie, w wyniku nasadzeń sosnowych i już w latach sześćdziesiątych zaczęto obserwować jego zanik. Gatunki borowe zaczęły ustępować naturalnym dla siedliska gatunkom grądowym, zwiększyło się zwarcie szaty roślinnej i tym samym zacienienie, a większy udział ściółki liściastej podniósł pH i trofię gleby, co wywołało zanik zimoziołu, potwierdzony ostatecznie w 2010 roku. Podejmowane wcześniej próby przeniesienia zimoziołu na tereny sąsiednie nie powiodły się. Na terenie rezerwatu obserwowano regenerację grądu Tilio cordatae−Carpinetum betuli oraz postępującą synantropizację. Rezerwat zlikwidowano w związku z zanikiem jego przedmiotu ochrony.